# Canton de Château-Porcien
Le canton de Château-Porcien est une circonscription électorale française située dans le département des Ardennes et la région Grand Est.
À la suite du redécoupage cantonal de 2014, les limites territoriales du canton sont remaniées. Le nombre de communes du canton passe de 16 à 47.

## Histoire
Par décret du 21 février 2014, le nombre de cantons du département est divisé par deux, avec mise en application aux élections départementales de mars 2015. Le canton de Château-Porcien est conservé et s'agrandit. Il passe de 16 à 47 communes.

## Géographie
Ce canton est organisé autour de Château-Porcien dans l'arrondissement de Rethel. Son altitude moyenne est de 97 m.

## Représentation

### Conseillers généraux de 1833 à 2015
| Période | Période          | Identité                                | Étiquette    | Qualité |
| ------- | ---------------- | --------------------------------------- | ------------ | --- |
| 1833    | 1836             | Marie Paul Félix Norbert Leroy (1802-?) |              | Notaire, maire de Château-Porcien                                                                          |
| 1836    | 1845             | Jean-François Félix Créquy              |              | Notaire à Château-Porcien                                                                                  |
| 1845    | 1850 (démission) | Marie Paul Félix Norbert Leroy          |              | Maire de Château-Porcien                                                                                   |
| 1850    | 1886             | Lambert Joly-Braconnier                 | Droite       | Cultivateur à Château-Porcien                                                                              |
| 1886    | 1897 (décès)     | Jean Nicolas Davaux-Mennesson           | Gauche       | Ancien notaire, banquier, suppléant de la justice de paix Maire de Château-Porcien                         |
| 1898    | 1904             | Albert Sandrique                        | Rad          | Propriétaire-agriculteur Maire de Saint-Quentin-le-Petit Député (1902-1910)                                |
| 1904    | 1922 (décès)     | Maurice Braibant                        | Rad          | Avoué puis avocat à Largentières Maire d'Herpy Député (1910-1919)                                          |
| 1922    | 1928             | Ferdinand Ledoux                        | Rad          | Entrepreneur de travaux publics Député (1930-1942) Maire de Château-Porcien                                |
| 1928    | 1930 (décès)     | César Fromentin                         |              | Cultivateur à Saint-Loup-Champagne                                                                         |
| 1930    | 1940             | Ferdinand Ledoux                        | Rad          | Entrepreneur de travaux publics Député (1930-1942) Maire de Château-Porcien                                |
|         |                  |                                         |              | |
| 1943    | 1945             | Paul Mayot (1877-1960)                  | PSF          | Cultivateur Conseiller d'arrondissement, adjoint au maire d'Avançon Nommé conseiller départemental en 1943 |
|         |                  |                                         |              | |
| 1945    | 1969 (décès)     | Edmond Pasté                            | DVG          | Cultivateur Maire de Saint-Loup-en-Champagne (1944-1969)                                                   |
| 1970    | 1980 (décès)     | Jean Dion                               | RI           | Agriculteur Maire de Château-Porcien                                                                       |
| 1980    | 1994             | Marcel Cheyère                          | UDF          | Chef d'entreprise Maire d'Herpy-l'Arlésienne (1977-1995)                                                   |
| 1994    | 2015             | Thierry Dion (fils de J.Dion)           | UDF puis UMP | Agriculteur Maire de Château-Porcien (1995-2001) Vice-président du Conseil général                         |

### Conseillers d'arrondissement
Le canton de Château-Porcien avait deux conseillers d'arrondissement à partir de 1848.
| Période | Période      | Identité                                 | Étiquette | Qualité |
| ------- | ------------ | ---------------------------------------- | --------- | --- |
| 1833    | 1840         | M. Legros                                |           | Juge de paix à Château-Porcien                                                                               |
| 1840    | 1848         | M. Legros-Thiéry                         |           | Propriétaire à Reims                                                                                         |
| 1848    | 1878         | Jean-Nicolas Davaux (1811-1897)          |           | Notaire, maire de Château-Porcien                                                                            |
| 1848    | 1850         | M. Joly-Braconnier                       |           | Cultivateur à Château-Porcien                                                                                |
| 1852    | 1870         | M. Lanson                                |           | Propriétaire à Château-Porcien                                                                               |
| 1870    | 1886         | Charles Etienne Adrien Lamiable          |           | Docteur en médecine à Château-Porcien                                                                        |
| 1878    | 1883 (décès) | Pierre Simon Féquant (1807-1883)         |           | Cultivateur - Maire d'Écly                                                                                   |
| 1883    | 1891 (décès) | Pierre Marie Antoine Féquant (1821-1891) |           | Cultivateur - Maire d'Écly (1883-1891)                                                                       |
| 1886    | 1892         | Léon Fossez-Brioux                       |           | Meunier, conseiller municipal de Château-Porcien                                                             |
| 1892    | 1901         | Jules Sorlet                             |           | Cultivateur, maire de Saint-Fergeux                                                                          |
| 1901    | 1904         | Maurice Braibant                         | Rad.      | Ancien magistrat, propriétaire à Herpy                                                                       |
| 1904    | 1928         | César Fromentin                          |           | Cultivateur à Saint-Loup-en-Champagne Président du Conseil d'arrondissement                                  |
| 1928    | 1935 (décès) | Henri Fourny                             |           | Cultivateur, maire de Seraincourt                                                                            |
| 1935    | 1940         | Paul Mayot                               | Droite    | Maire de Banogne-Recouvrance                                                                                 |
| 1940    |              |                                          |           | Les conseils d'arrondissement ont été suspendus par la loi du 12 octobre 1940 et n'ont jamais été réactivés. |

### Conseillers départementaux à partir de 2015
| Période élective | Période élective | Mandat | Mandat   | Identité          | Nuance | Nuance | Qualité |
| ---------------- | ---------------- | ------ | -------- | ----------------- | ------ | ------ | --- |
| 2015             | 2021             | 2015   | 2021     | Renaud Averly     |        | LR     | Directeur des Affaires Scolaires et Périscolaires à la Communauté d'Agglomération de Châlons-en-Champagne Maire de Corny-Machéroménil, conseiller municipal de Rethel depuis 2020 Président de la Communauté de Communes Vice-président du Conseil départemental Député-suppléant de Bérengère Poletti |
| 2015             | 2021             | 2015   | 2021     | Bérengère Poletti |        | LR     | Député |
| 2021             | 2028             | 2021   | en cours | Renaud Averly     |        | LR     | Conseiller sortant |
| 2021             | 2028             | 2021   | en cours | Ingrid Boucher    |        | DVD    | Employée du secteur privé Maire du Thour |

#### Élections de mars 2015
Lors des élections départementales de 2015, le binôme composé de Renaud Averly et Bérengère Poletti (Union de la Droite) est élu au premier tour avec 50,07 % des suffrages exprimés, devant le binôme composé de Gérard Baudet et Pascale Tassot (FN) (31,15 %). Le taux de participation est de 53,8 % (5 867 votants sur 10 906 inscrits) contre 48,72 % au niveau départemental et 50,17 % au niveau national.

#### Élections de juin 2021
Le premier tour des élections départementales de 2021 est marqué par un très faible taux de participation (33,26 % au niveau national). Dans le canton de Château-Porcien, ce taux de participation est de 36,06 % (4 049 votants sur 11 227 inscrits) contre 31,87 % au niveau départemental. À l'issue de ce premier tour, deux binômes sont en ballottage : Renaud Averly et Ingrid Boucher (Union à droite, 49,84 %) et Christophe Henry et Ariane Saulnier (Divers, 25,62 %).
Le second tour des élections est marqué une nouvelle fois par une abstention massive équivalente au premier tour. Les taux de participation sont de 34,3 % au niveau national, 32,73 % dans le département et 37,39 % dans le canton de Château-Porcien. Renaud Averly et Ingrid Boucher (Union à droite) sont élus avec 61,59 % des suffrages exprimés (2 373 voix pour 4 198 votants et 11 227 inscrits),,.

## Composition

### Composition avant 2015

Situation du canton de Château-Porcien dans le département des Ardennes avant 2015.

Le canton de Château-Porcien regroupait seize communes.
| Nom                         | Code Insee | Codepostal | Superficie (km2) | Population (dernière pop. légale) | Densité (hab./km2) |
| --------------------------- | ---------- | ---------- | ---------------- | --------------------------------- | ------------------ |
| Château-Porcien (chef-lieu) | 08107      | 08360      | 17,31            | 1 417 (2012)                      | 82                 |
| Avançon                     | 08038      | 08300      | 20,99            | 308 (2012)                        | 15                 |
| Banogne-Recouvrance         | 08046      | 08220      | 19,01            | 165 (2012)                        | 8,7                |
| Condé-lès-Herpy             | 08126      | 08360      | 11,55            | 217 (2012)                        | 19                 |
| Écly                        | 08150      | 08300      | 9,36             | 195 (2012)                        | 21                 |
| Hannogne-Saint-Rémy         | 08210      | 08220      | 18,09            | 113 (2012)                        | 6,2                |
| Hauteville                  | 08219      | 08300      | 5,61             | 109 (2012)                        | 19                 |
| Herpy-l'Arlésienne          | 08225      | 08360      | 10,64            | 205 (2012)                        | 19                 |
| Inaumont                    | 08234      | 08300      | 4,75             | 88 (2012)                         | 19                 |
| Saint-Fergeux               | 08380      | 08360      | 25,50            | 201 (2012)                        | 7,9                |
| Saint-Loup-en-Champagne     | 08386      | 08300      | 15,77            | 241 (2012)                        | 15                 |
| Saint-Quentin-le-Petit      | 08396      | 08220      | 8,95             | 132 (2012)                        | 15                 |
| Seraincourt                 | 08413      | 08220      | 16,20            | 250 (2012)                        | 15                 |
| Sévigny-Waleppe             | 08418      | 08220      | 24,11            | 247 (2012)                        | 10                 |
| Son                         | 08426      | 08300      | 9,03             | 97 (2012)                         | 11                 |
| Taizy                       | 08438      | 08360      | 9,11             | 112 (2012)                        | 12                 |

### Composition depuis 2015
Le nouveau canton de Château-Porcien comprend quarante-sept communes entières.
| Nom                                     | Code Insee | Intercommunalité     | Superficie (km2) | Population (dernière pop. légale) | Densité (hab./km2) | Modifier                                    |
| --------------------------------------- | ---------- | -------------------- | ---------------- | --------------------------------- | ------------------ | ------------------------------------------- |
| Château-Porcien (bureau centralisateur) | 08107      | CC du Pays Rethélois | 17,31            | 1 297 (2022)                      | 75                 | modifier les données · modifier les données |
| Aire                                    | 08004      | CC du Pays Rethélois | 6,29             | 247 (2022)                        | 39                 | modifier les données · modifier les données |
| Alincourt                               | 08005      | CC du Pays Rethélois | 8,62             | 161 (2022)                        | 19                 | modifier les données · modifier les données |
| Annelles                                | 08014      | CC du Pays Rethélois | 12,31            | 130 (2022)                        | 11                 | modifier les données · modifier les données |
| Asfeld                                  | 08024      | CC du Pays Rethélois | 22,19            | 1 081 (2022)                      | 49                 | modifier les données · modifier les données |
| Aussonce                                | 08032      | CC du Pays Rethélois | 19,14            | 232 (2022)                        | 12                 | modifier les données · modifier les données |
| Avançon                                 | 08038      | CC du Pays Rethélois | 20,99            | 346 (2022)                        | 16                 | modifier les données · modifier les données |
| Avaux                                   | 08039      | CC du Pays Rethélois | 13,19            | 511 (2022)                        | 39                 | modifier les données · modifier les données |
| Balham                                  | 08044      | CC du Pays Rethélois | 1,77             | 150 (2022)                        | 85                 | modifier les données · modifier les données |
| Banogne-Recouvrance                     | 08046      | CC du Pays Rethélois | 19,01            | 163 (2022)                        | 8,6                | modifier les données · modifier les données |
| Bergnicourt                             | 08060      | CC du Pays Rethélois | 8,16             | 296 (2022)                        | 36                 | modifier les données · modifier les données |
| Bignicourt                              | 08066      | CC du Pays Rethélois | 8,62             | 66 (2022)                         | 7,7                | modifier les données · modifier les données |
| Blanzy-la-Salonnaise                    | 08070      | CC du Pays Rethélois | 12,13            | 397 (2022)                        | 33                 | modifier les données · modifier les données |
| Brienne-sur-Aisne                       | 08084      | CC du Pays Rethélois | 12,23            | 276 (2022)                        | 23                 | modifier les données · modifier les données |
| Le Châtelet-sur-Retourne                | 08111      | CC du Pays Rethélois | 9,94             | 775 (2022)                        | 78                 | modifier les données · modifier les données |
| Condé-lès-Herpy                         | 08126      | CC du Pays Rethélois | 11,55            | 219 (2022)                        | 19                 | modifier les données · modifier les données |
| L'Écaille                               | 08148      | CC du Pays Rethélois | 9,15             | 260 (2022)                        | 28                 | modifier les données · modifier les données |
| Écly                                    | 08150      | CC du Pays Rethélois | 9,36             | 169 (2022)                        | 18                 | modifier les données · modifier les données |
| Gomont                                  | 08195      | CC du Pays Rethélois | 7,23             | 320 (2022)                        | 44                 | modifier les données · modifier les données |
| Hannogne-Saint-Rémy                     | 08210      | CC du Pays Rethélois | 18,09            | 111 (2022)                        | 6,1                | modifier les données · modifier les données |
| Hauteville                              | 08219      | CC du Pays Rethélois | 5,61             | 123 (2022)                        | 22                 | modifier les données · modifier les données |
| Herpy-l'Arlésienne                      | 08225      | CC du Pays Rethélois | 10,64            | 213 (2022)                        | 20                 | modifier les données · modifier les données |
| Houdilcourt                             | 08229      | CC du Pays Rethélois | 11,30            | 143 (2022)                        | 13                 | modifier les données · modifier les données |
| Inaumont                                | 08234      | CC du Pays Rethélois | 4,75             | 136 (2022)                        | 29                 | modifier les données · modifier les données |
| Juniville                               | 08239      | CC du Pays Rethélois | 26,20            | 1 232 (2022)                      | 47                 | modifier les données · modifier les données |
| Ménil-Annelles                          | 08286      | CC du Pays Rethélois | 9,15             | 102 (2022)                        | 11                 | modifier les données · modifier les données |
| Ménil-Lépinois                          | 08287      | CC du Pays Rethélois | 18,01            | 144 (2022)                        | 8,0                | modifier les données · modifier les données |
| Neuflize                                | 08314      | CC du Pays Rethélois | 13,78            | 850 (2022)                        | 62                 | modifier les données · modifier les données |
| La Neuville-en-Tourne-à-Fuy             | 08320      | CC du Pays Rethélois | 27,34            | 531 (2022)                        | 19                 | modifier les données · modifier les données |
| Perthes                                 | 08339      | CC du Pays Rethélois | 23,41            | 303 (2022)                        | 13                 | modifier les données · modifier les données |
| Poilcourt-Sydney                        | 08340      | CC du Pays Rethélois | 7,88             | 169 (2022)                        | 21                 | modifier les données · modifier les données |
| Roizy                                   | 08368      | CC du Pays Rethélois | 11,15            | 220 (2022)                        | 20                 | modifier les données · modifier les données |
| Saint-Fergeux                           | 08380      | CC du Pays Rethélois | 25,50            | 217 (2022)                        | 8,5                | modifier les données · modifier les données |
| Saint-Germainmont                       | 08381      | CC du Pays Rethélois | 15,69            | 813 (2022)                        | 52                 | modifier les données · modifier les données |
| Saint-Loup-en-Champagne                 | 08386      | CC du Pays Rethélois | 15,77            | 340 (2022)                        | 22                 | modifier les données · modifier les données |
| Saint-Quentin-le-Petit                  | 08396      | CC du Pays Rethélois | 8,95             | 124 (2022)                        | 14                 | modifier les données · modifier les données |
| Saint-Remy-le-Petit                     | 08397      | CC du Pays Rethélois | 7,50             | 55 (2022)                         | 7,3                | modifier les données · modifier les données |
| Sault-Saint-Remy                        | 08404      | CC du Pays Rethélois | 9,63             | 208 (2022)                        | 22                 | modifier les données · modifier les données |
| Seraincourt                             | 08413      | CC du Pays Rethélois | 16,20            | 257 (2022)                        | 16                 | modifier les données · modifier les données |
| Sévigny-Waleppe                         | 08418      | CC du Pays Rethélois | 24,11            | 222 (2022)                        | 9,2                | modifier les données · modifier les données |
| Son                                     | 08426      | CC du Pays Rethélois | 9,03             | 89 (2022)                         | 9,9                | modifier les données · modifier les données |
| Tagnon                                  | 08435      | CC du Pays Rethélois | 23,97            | 892 (2022)                        | 37                 | modifier les données · modifier les données |
| Taizy                                   | 08438      | CC du Pays Rethélois | 9,11             | 101 (2022)                        | 11                 | modifier les données · modifier les données |
| Le Thour                                | 08451      | CC du Pays Rethélois | 16,62            | 363 (2022)                        | 22                 | modifier les données · modifier les données |
| Vieux-lès-Asfeld                        | 08473      | CC du Pays Rethélois | 6,66             | 298 (2022)                        | 45                 | modifier les données · modifier les données |
| Ville-sur-Retourne                      | 08484      | CC du Pays Rethélois | 9,56             | 73 (2022)                         | 7,6                | modifier les données · modifier les données |
| Villers-devant-le-Thour                 | 08476      | CC du Pays Rethélois | 16,41            | 417 (2022)                        | 25                 | modifier les données · modifier les données |
| Canton de Château-Porcien               | 0808       |                      | 631,21           | 15 842 (2022)                     | 25                 | modifier les données                        |

## Démographie

### Démographie avant 2015
| 1962  | 1968  | 1975  | 1982  | 1990  | 1999  | 2006  | 2011  | 2012  |
| ----- | ----- | ----- | ----- | ----- | ----- | ----- | ----- | ----- |
| 4 476 | 4 153 | 3 905 | 3 891 | 3 888 | 3 770 | 3 989 | 4 113 | 4 097 |

### Démographie depuis 2015
En 2022, le canton comptait 15 842 habitants, en évolution de +0,79 % par rapport à 2016 (Ardennes : −2,97 %, France hors Mayotte : +2,11 %).
| 2013   | 2018   | 2022   |
| ------ | ------ | ------ |
| 15 367 | 15 762 | 15 842 |